# Scooby i Scrappy Doo (serial animowany 1979)
Scooby i Scrappy Doo (ang. Scooby-Doo and Scrappy-Doo) – amerykański serial animowany, czwarty z serii Scooby Doo, wyprodukowany w latach 1979–1980 w wytwórni Hanna-Barbera dla ABC. Pierwsza kreskówka z serii z udziałem Scrappy’ego Doo.
Na DVD polski dubbing zostaje odnowiony tylko z odcinków: 5 i 15.
W latach 1980–1982 powstał jego sequel o tym samym tytule.

## Obsada głosowa
- Don Messick – 
  - Scooby Doo,
  - różne głosy
- Lennie Weinrib – Scrappy Doo
- Casey Kasem – Kudłaty
- Pat Stevens – Velma (odc. 1-11)
- Marla Frumkin – 
  - Velma (odc. 12-16),
  - różne role
- Frank Welker – 
  - Fred,
  - różne głosy
- Heather North – Daphne

## Fabuła
Scooby Doo, Scrappy Doo, Kudłaty, Fred, Daphne i Velma podróżują dookoła świata i rozwiązują zagadki kryminalne, w które często zamieszane są duchy, potwory i inne straszydła. W rzeczywistości są nimi przestępcy w maskach, którzy ukrywają swoją prawdziwą tożsamość, aby móc swobodnie prowadzić działalność przestępczą. Młody szczeniak Scrappy Doo, będący siostrzeńcem Scoobiego Doo, jest przeciwieństwie do swojego tchórzliwego wuja bardzo odważny i często próbuje walczyć z owymi potworami. Jest także przekonany, o tym, że jego wuj to najodważniejszy pies na świecie i nigdy nie dostrzega jego strachu. Jest to powodem wielu zabawnych sytuacji.

## Wydania DVD i VHS w Polsce
Na początku lat 90., Polskie Nagrania wydawały odcinki tego serialu na kasetach VHS.
Ponadto 18 maja 2012 wydano DVD Scooby Doo! 13 strasznych opowieści – Upiorne hece na całym świecie z odcinkami 5 i 15 z innymi tytułami i dialogami w dubbingu (wraz z odcinkiem 10a serialu Scooby i Scrappy Doo).
W dniu 7 sierpnia 2015 wydano DVD Scooby-Doo! 13 strasznych opowieści: Na fali z odcinkami 5 i 9 (wraz z odcinkiem specjalnym Scooby Doo i plażowy potwór, odcinkami 3 i 21 serialu Scooby Doo, gdzie jesteś?, odcinkiem 9 serialu Szczeniak zwany Scooby Doo, odcinkiem 19 serialu Kudłaty i Scooby Doo na tropie, odcinkami 26, 31 serialu Scooby Doo oraz odcinkiem 9 serialu Co nowego u Scooby’ego?).

## Przegląd sezonów
| Sezon | Sezon | Odcinki | Pierwsza emisja w Stanach Zjednoczonych | Pierwsza emisja w Stanach Zjednoczonych |
| Sezon | Sezon | Odcinki | Pierwszy odcinek                        | Ostatni odcinek                         |
| ----- | ----- | ------- | --------------------------------------- | --------------------------------------- |
|       | 1     | 16      | 22 września 1979                        | 12 stycznia 1980                        |

## Lista odcinków
| Premiera w USA | Nr | Polski tytuł (Pierwsza wersja dubbingu – Polskie Nagrania) | Polski tytuł (Druga wersja dubbingu)                                     | Angielski tytuł                        | Upiór odcinka            |
| -------------- | -- | ---------------------------------------------------------- | ------------------------------------------------------------------------ | -------------------------------------- | ------------------------ |
|                |    |                                                            |                                                                          |                                        |                          |
| 22.09.1979     | 01 | Skarabeusz żyje                                            | Skarabeusz żyje                                                          | The Scarab Lives!                      | Błękitny Scarabeusz      |
|                |    |                                                            |                                                                          |                                        |                          |
| 29.09.1979     | 02 | Dziwne spotkania bliskiego stopnia                         | Bliskie spotkania Scooby’ego stopnia                                     | Strange Encountres of a Scooby Kind    | Kosmita                  |
|                |    |                                                            |                                                                          |                                        |                          |
| 06.10.1979     | 03 | Upiór w świecie cudów                                      | Nocne widmo starego Londynu                                              | The Night Ghoul of Wonderworld         | Upiór starego Londynu    |
|                |    |                                                            |                                                                          |                                        |                          |
| 13.10.1979     | 04 | Duch z błyskoteki                                          | Neonowy duch z dyskoteki                                                 | The Neon Phantom of the Roller Disco!  | Neonowy duch             |
|                |    |                                                            |                                                                          |                                        |                          |
| 20.10.1979     | 05 | Zielony demon                                              | Demoniczny jaszczur z HaitiTytuł DVD: Bój się i drżyj, ten demon, to wąż | Shiver and Shake, That Demon’s A Snake | Jaszczur-demon           |
|                |    |                                                            |                                                                          |                                        |                          |
| 27.10.1979     | 06 | Latający szkielet                                          | Przerażający podniebny kościotrup                                        | The Scary Sky Skeleton                 | Kościotrup-lotnik        |
|                |    |                                                            |                                                                          |                                        |                          |
| 03.11.1979     | 07 | Rozgrywki ze smokiem                                       | Japoński smok                                                            | The Demon of the Dugout                | Japoński smok            |
|                |    |                                                            |                                                                          |                                        |                          |
| 10.11.1979     | 08 | Diabelski niedzwiedź                                       | Niedźwiedź z indiańskiej legendy                                         | The Hairy Scare of the Devil Bear      | Diabelski niedźwiedź     |
|                |    |                                                            |                                                                          |                                        |                          |
| 17.11.1979     | 09 | 20 000 podwodnych wrzasków                                 | 20 000 okrzyków w przybrzeżnych wodach                                   | Twenty Thousand Screams Under the Sea  | Potwór z głębin          |
|                |    |                                                            |                                                                          |                                        |                          |
| 24.11.1979     | 10 | Wampirzyca z San Francisco                                 | Wampir z zatoki San Francisco                                            | I Left My Neck in San Francisco        | Wampirzyca               |
|                |    |                                                            |                                                                          |                                        |                          |
| 01.12.1979     | 11 | Gwiezdny potwór                                            | Gwiezdny potwór i wykradzione tajemnice                                  | When You Wish Upon a Star Creature     | Gwiezdny potwór          |
|                |    |                                                            |                                                                          |                                        |                          |
| 08.12.1979     | 12 | Wampiry, strzygi, upiory                                   | Nagrody nietoperza i bezcenne znaczki pocztowe                           | The Ghoul, the Bad and the Ugly        | Władca cieni             |
|                |    |                                                            |                                                                          |                                        |                          |
| 22.12.1979     | 13 | Duch gór skalistych                                        | Góry skaliste Yuu-huu!                                                   | Rocky Mountain Yiii!                   | Duch Jeremiasza Pratta   |
|                |    |                                                            |                                                                          |                                        |                          |
| 29.12.1979     | 14 | Czarodziejskie sztuczki                                    | Magiczne Sztuczki                                                        | The Sorcerer’s a Menace                | Duch Wielkiego Haldane’a |
|                |    |                                                            |                                                                          |                                        |                          |
| 05.01.1980     | 15 | Minotaur przychodzi nocą                                   | Zamykajcie drzwi, to MinotaurTytuł DVD: Zamknij drzwi – to minotaur      | Lock The Door, It’s a Minotaur!        | Minotaur                 |
|                |    |                                                            |                                                                          |                                        |                          |
| 12.01.1980     | 16 | brak – nie wydano                                          | Okup za wujka Scooby’ego                                                 | The Ransom of Scooby Chief             | Porywacze psów           |
|                |    |                                                            |                                                                          |                                        |                          |